# Романино, Джироламо
Джиро́ламо Романи́но, настоящее имя Джиро́ламо да Романо , реже: Джиро́ламо ди Романо  (итал. Girolamo Romanino, Girolamo da Romano — Джироламо из Романо; ок. 1485, Брешиа, Ломбардия — около 1566, Брешиа) — живописец итальянского маньеризма. Художник венецианской Террафермы. Работал под влиянием Джорджоне, поэтому его причисляют к последователям выдающегося мастера —джорджонескам.

## Биография
Художник родился в городе Брешиа, около 1485 года; умер там же приблизительно в 1566 году (точные даты неизвестны, разные источники дают различные годы жизни).
Его отец Лукино, член семьи, обосновавшейся в Брешии с начала XV века, но родом из городка Романо-ди-Ломбардия (Romano di Lombardia) в провинции Бергамо в Ломбардии (в то время владения Венецианской республики).
Обучение Романино проходило в Брешии и Венеции, где он испытал влияние Джорджоне и познакомился с живописью Альбрехта Дюрера, о чём свидетельствует «Мадонна с Младенцем», хранящаяся в Лувре. Б. Р. Виппер отмечал: «Гротескная экспрессивность его образного строя невольно вызывает в памяти североевропейскую гравюру, которая оказала на него сильное воздействие в молодости».
В Милане он многое перенял у Донато Браманте и Брамантино. Эти три элемента — венецианский, ломбардский и германский — сформировали индивидуальный стиль художника и в разной мере проявлялись на разных этапах его творчества.
В начале своей деятельности, с 1508 года, Романино много работал вместе с Альтобелло Мелоне. Их сотрудничество продолжалось почти десять лет, и не всегда можно определить, кому из них принадлежит авторство ряда картин.
Его первая подписанная и датированная работа — Пиета — обнаруживает и ломбардские, и венецианские влияния.
После разграбления Брешии в 1512 году художник надолго покинул родной город и начал работу в Падуе. Там он познакомился с фресками Тициана в Скуола дель Санто, что наложило заметный отпечаток на его творчество 1510-х годов.
В 1519 году художник начал работу в Кремонском соборе, где он создал четыре фрески на сюжеты Страстного цикла. Однако эти работы не пришлись по вкусу заказчику, и в 1520 году заказ был передан Порденоне.
Романино вернулся в Брешию и в течение нескольких лет вместе с Моретто да Брешиа работал над циклом картин для капеллы Святых тайн церкви Святого Иоанна Евангелиста.
В 1531 году Романино вместе с Доссо Досси и Баттистой Досси, Марчелло Фоголино и немецкими художниками работал над украшением замка Буонконсильо в Тренто.
В 1533—1543 годах художник много работал в окрестностях озера Изео и в долине Камоника севернее Брешии, где создал ряд фресок в местных церквях.
Произведения последних лет жизни были созданы совместно с живописцем Латтанцио Гамбарой, который в 1549 году стал помощником, а в 1556 и зятем Романино, женившись на одной из его дочерей.

## Оценки творчества
В санкт-петербургском Эрмитаже имеются две картины Романино: «Поклонение младенцу Христу» и «Мадонна с Младенцем». По поводу второй А. Н. Бенуа отмечал «превосходную технику живописи и спокойный золотистый колорит», а в «Истории живописи всех времён и народов» он же писал:

Совершенно исключительное положение занимает Романино как красочник и техник живописи. Такие его картины, как оба больших образа «Мадонны», в Падуанском музее и в брешианском San Francesco, производят потрясающее впечатление даже после того, как глаз избаловался на всех звучных симфониях лучших венецианцев: Джорджоне, Тициана и Пальмы

## Галерея

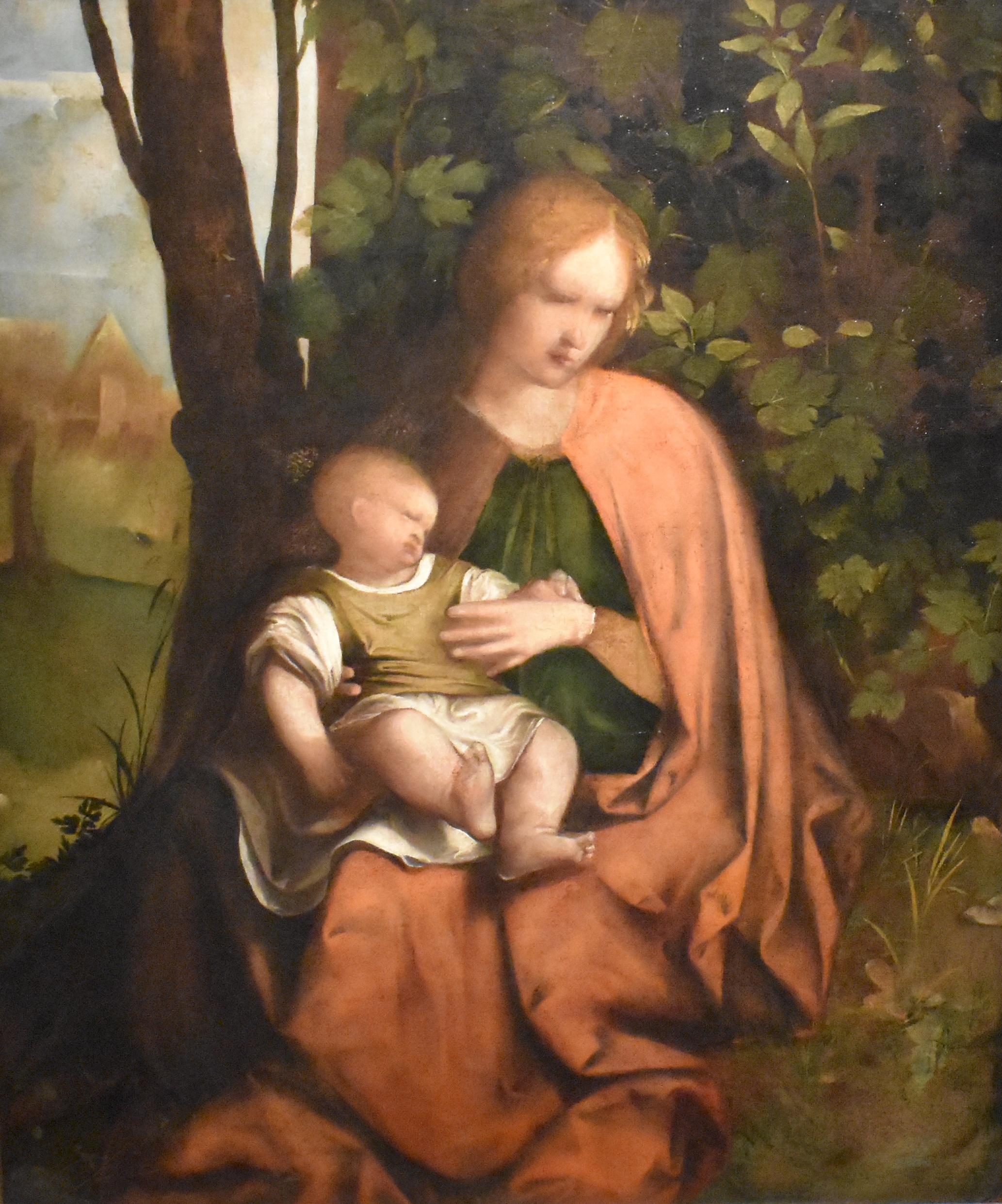
Мадонна с Младенцем. Ок. 1507. Бумага на холсте, масло. Лувр, Париж
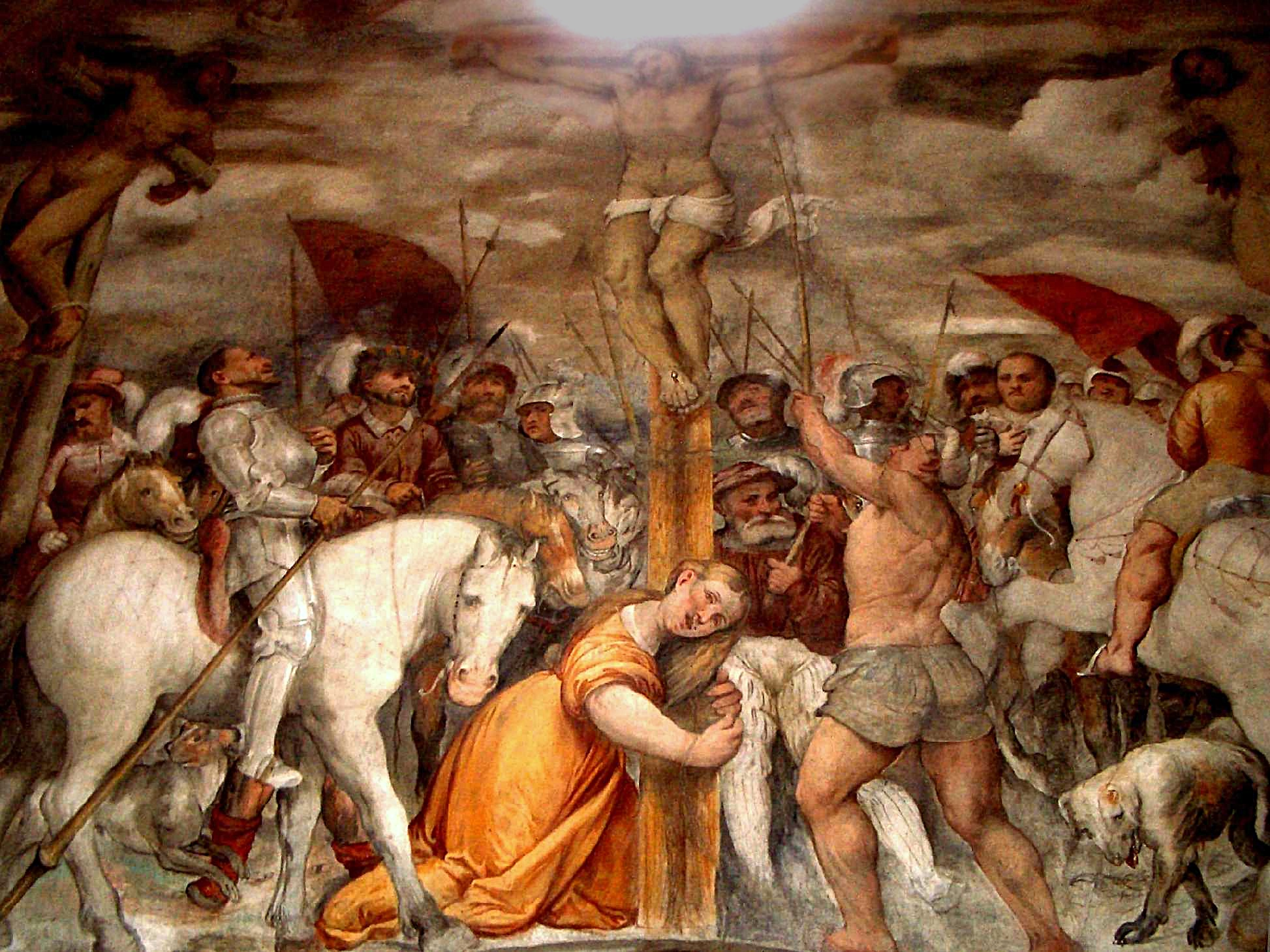
Распятие. Деталь. 1533-1534. Фреска. Церковь Санта-Мария-делла-Неве. Пизонье, Брешиа
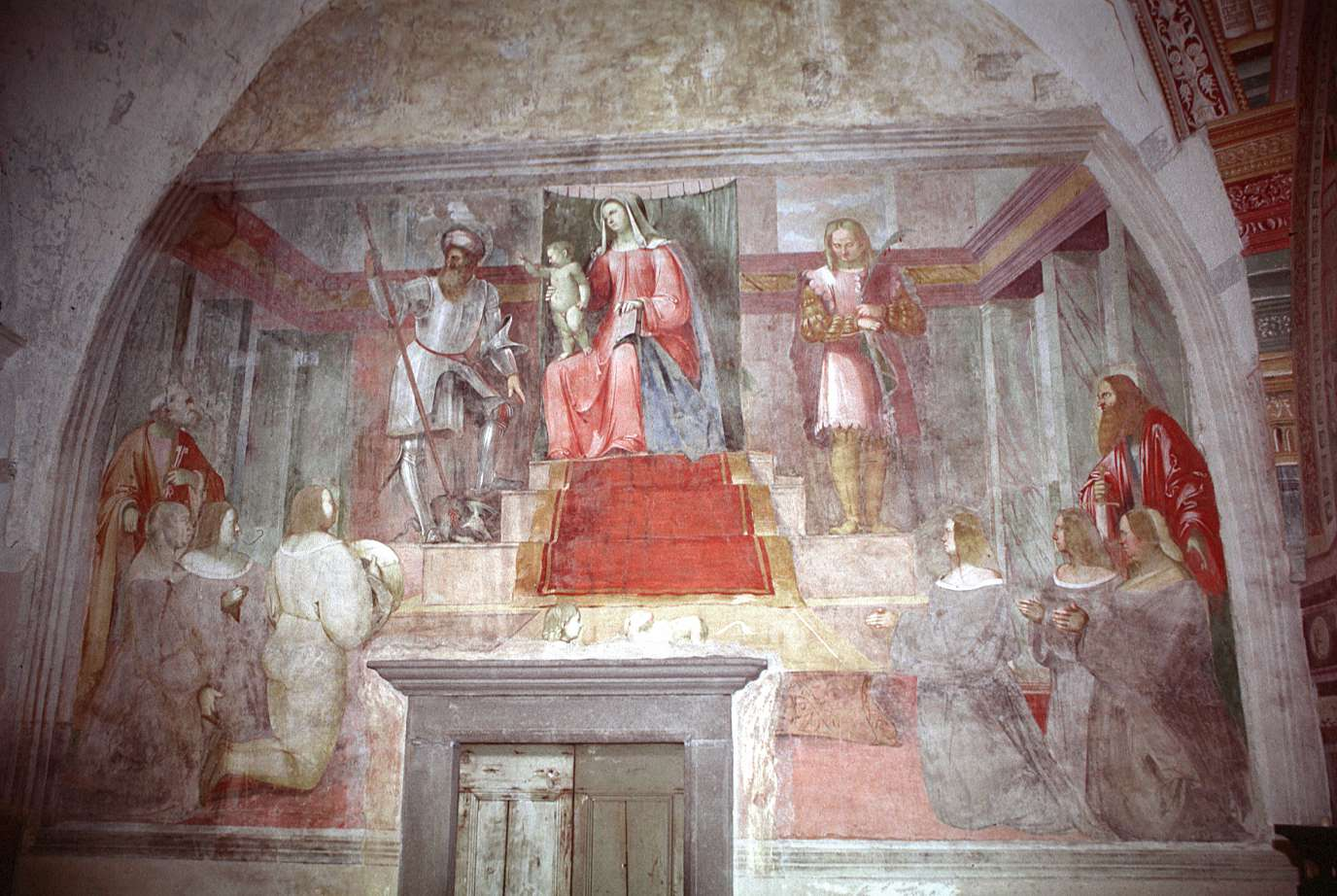
Мадонна на троне с Младенцем, святыми Георгием, Маврикием, Петром и Павлом. 1508. Фреска. Церковь Святого Петра. Тавернола-Бергамаска, Ломбардия
Мадонна с Младенцем. Между 1527 и 1529. Дерево, масло. Государственный Эрмитаж, Санкт-Петербург
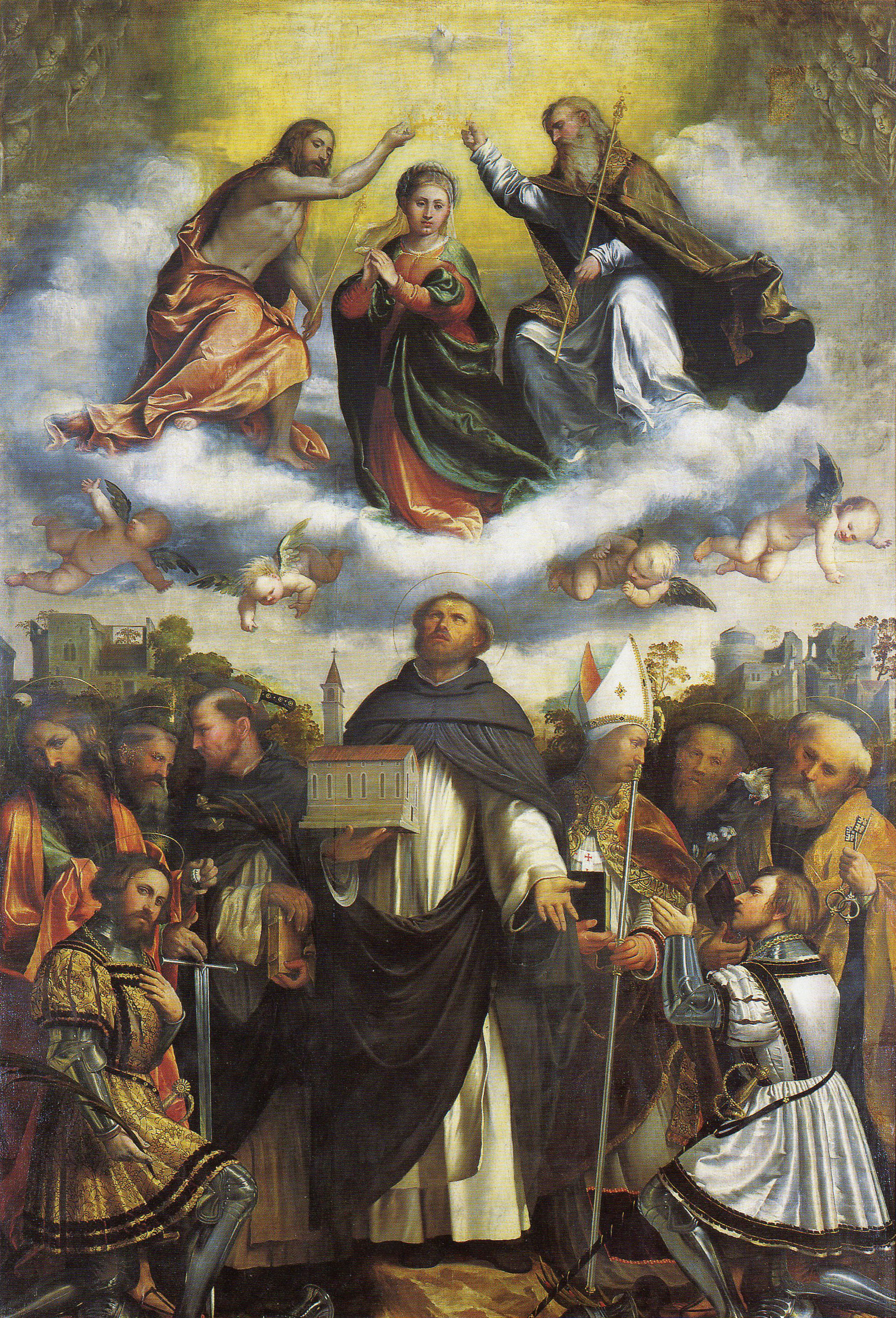
Алтарь Святого Доминика. 1545. Муниципальная пинакотека, Брешиа
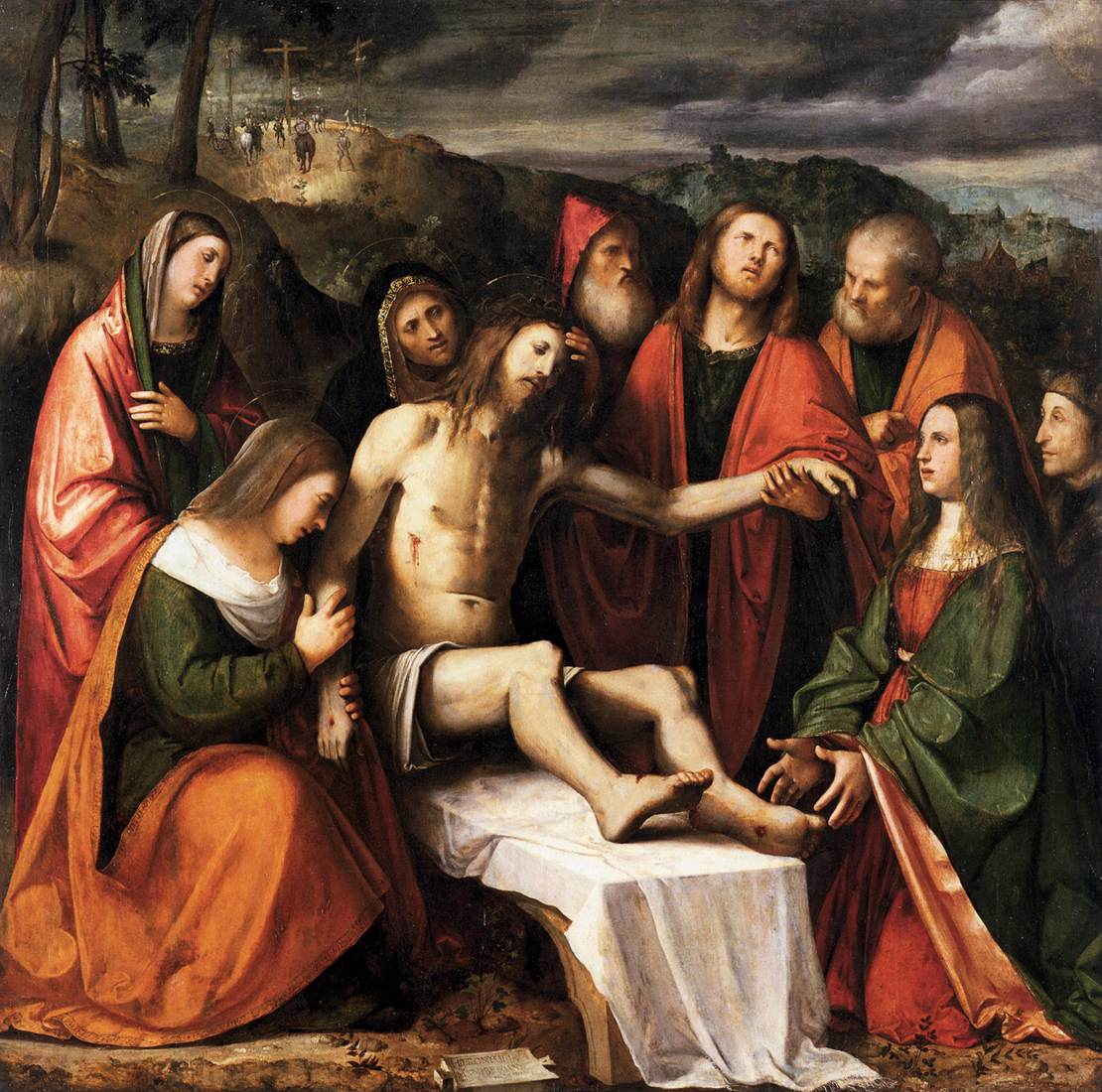
Пиета (Оплакивание Христа). 1510. Дерево, масло. Галерея Академии (Венеция)
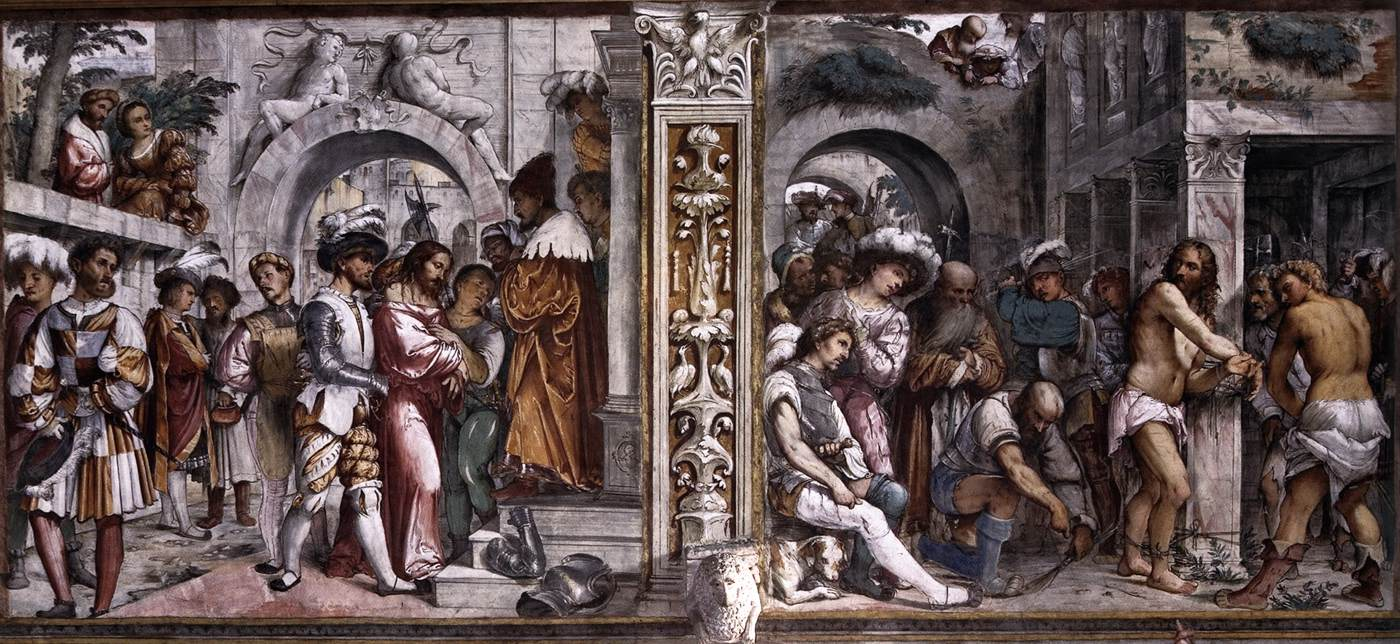
Христос перед Пилатом. Бичевание Христа. 1519. Фреска. Кафедральный собор, Кремона
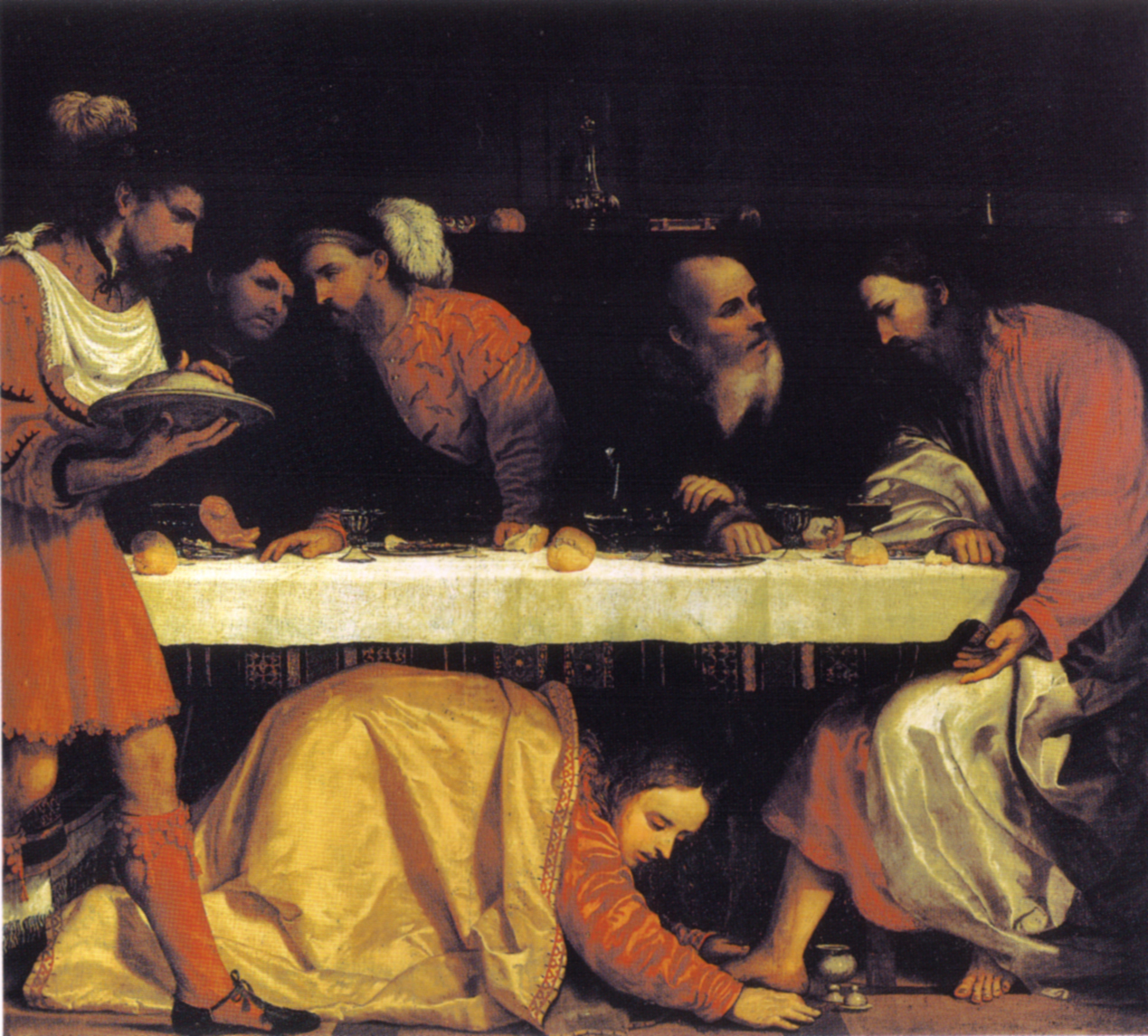
Ужин в доме Симона фарисея. 1545. Церковь Сан-Джованни-Эванджелиста, Брешиа
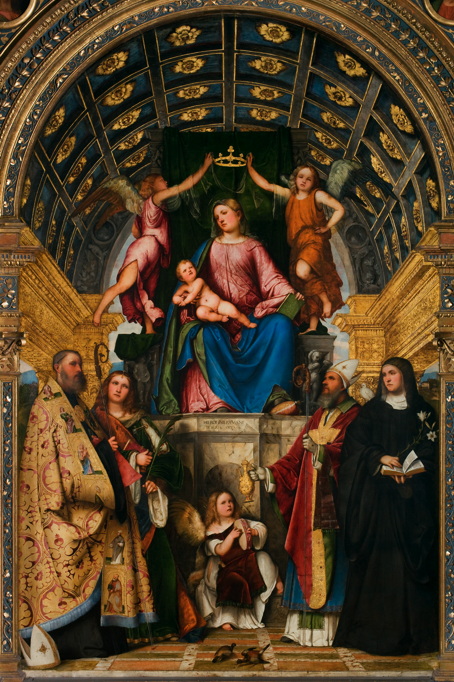
Алтарный образ базилики Святой Иустины. Деталь. 1514. Музей Эремитани, Падуя
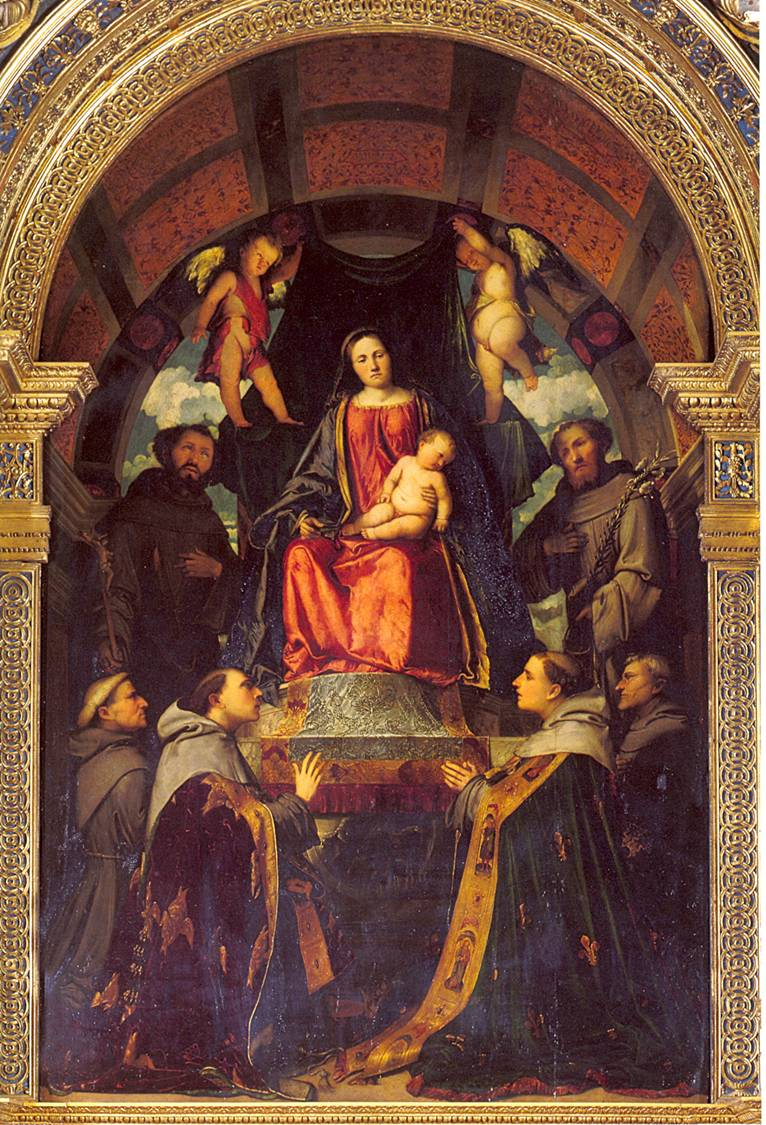
Мадонна и святые. Ок. 1517. Церковь Сан-Франческо, Брешиа
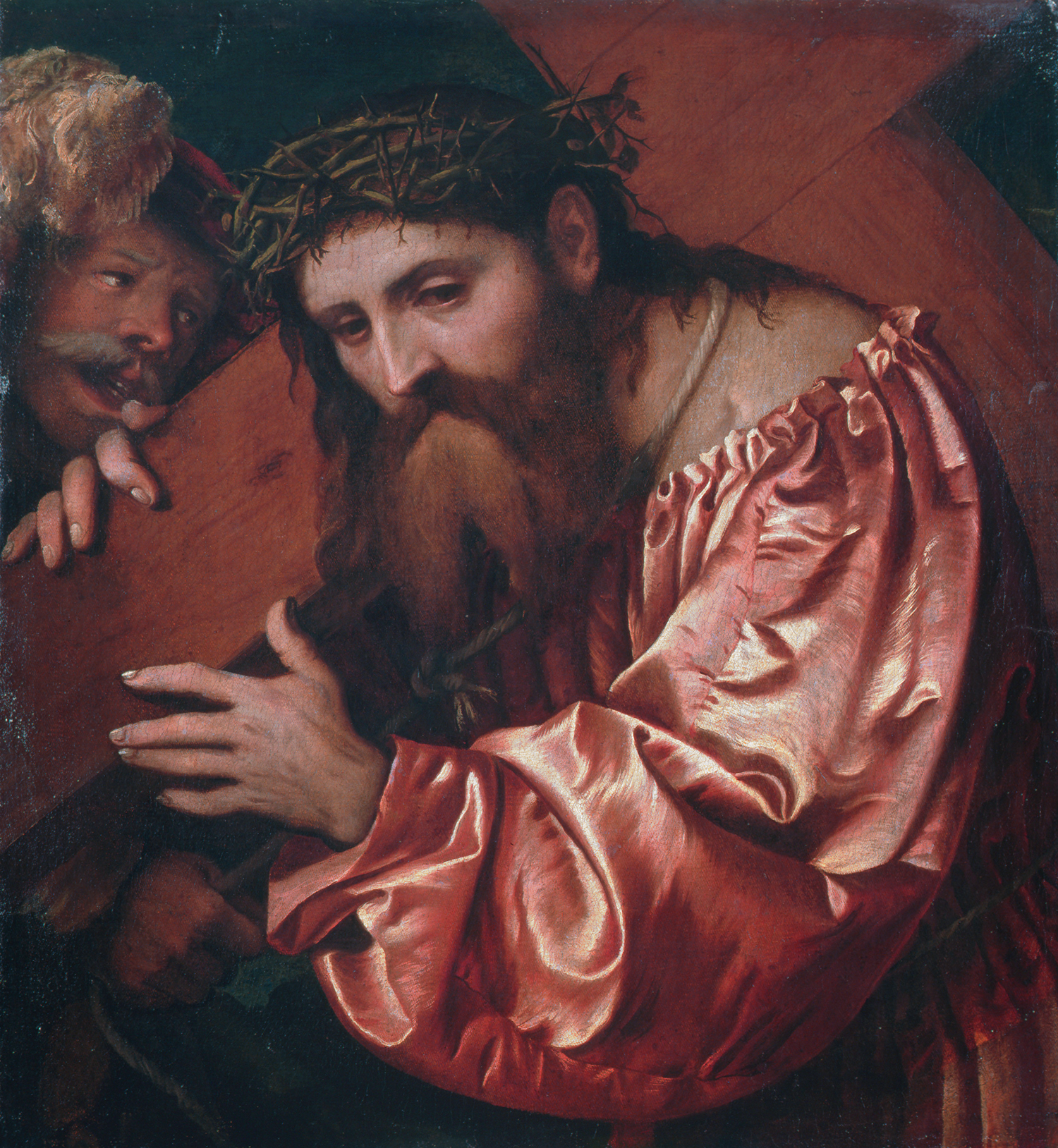
Несение креста. Ок. 1542. Холст, масло. Частное собрание
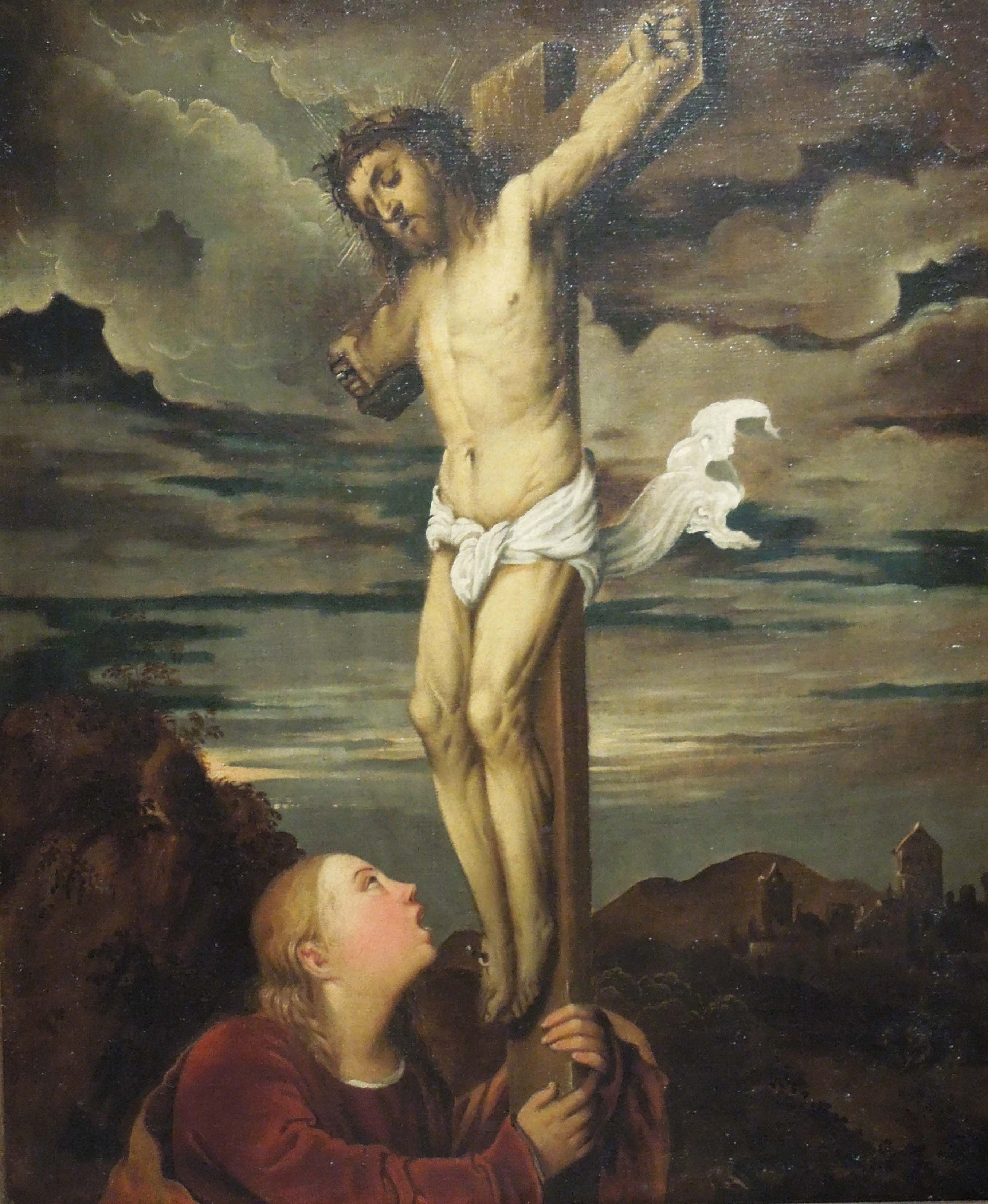
Распятие с Марией Магдалиной. Между 1541 и 1543. Холст, масло. Пинакотека Тозио Мартиненго, Брешиа
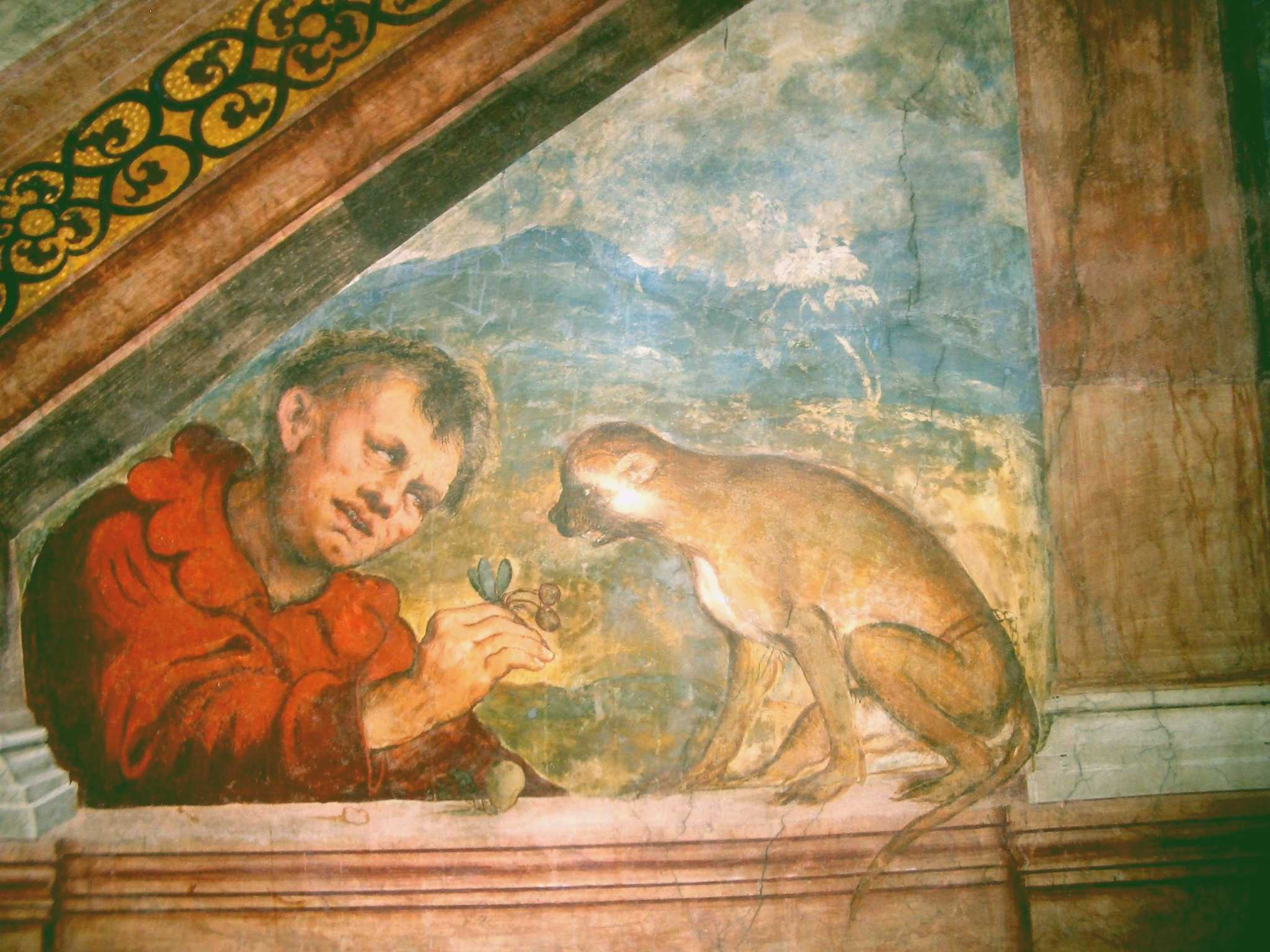
Шут, играющий с обезьянкой. Замок Буонконсильо, Тренто
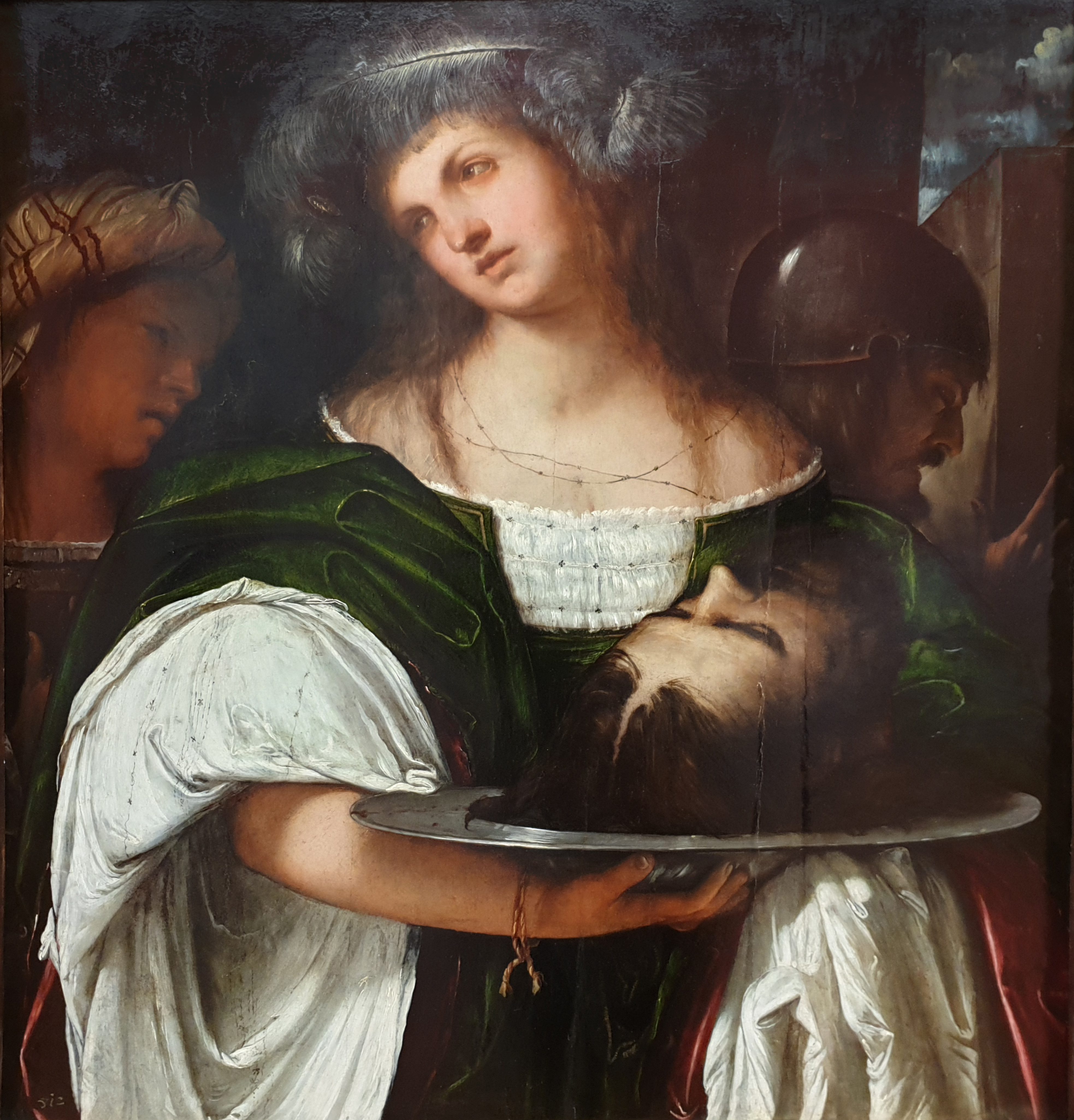
Саломея с головой Иоанна Крестителя. 1517. Берлинская картинная галерея
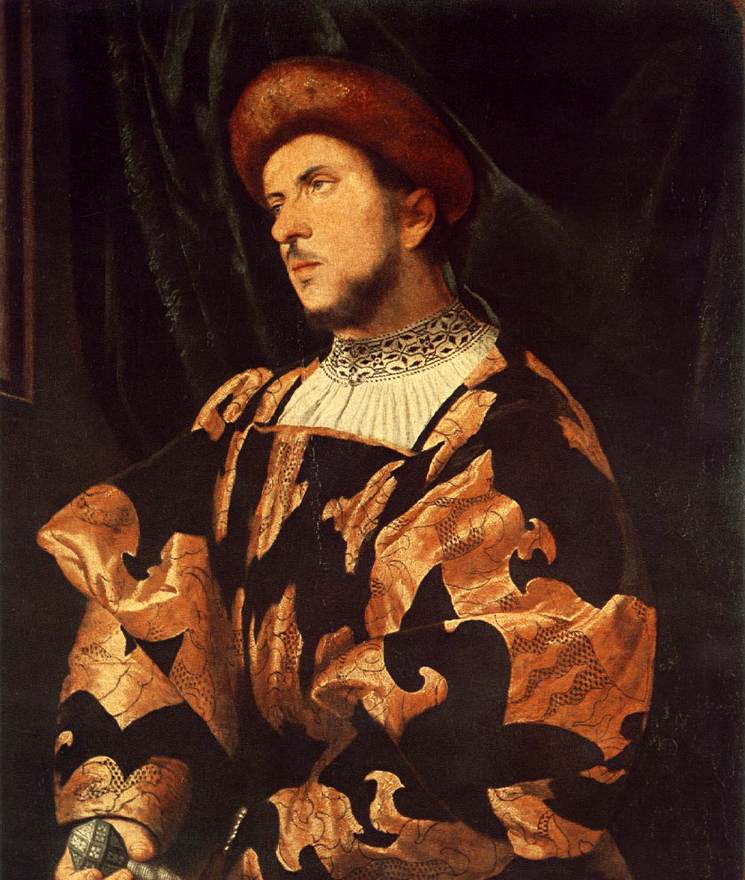
Мужской портрет. Между 1516 и 1519. Музей изобразительных искусств, Будапешт